# 게일 데이비스

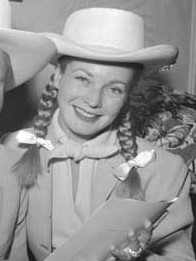

게일 데이비스(Gail Davis, 1925년 10월 5일 ~ 1997년 3월 17일)는 미국의 배우, 텔레비전 배우, 영화배우이다.
리틀록에서 태어났으며 로스앤젤레스에서 사망하였다. 사인은 암이다.  포리스트 론 메모리얼 파크에 매장되었다.

## 영화
- 레이븐 호크 (1996년)
- 스누피 - 즐거운 캠핑 (1977년)
- 팩 트레인 (1953년)
- 날으는 해병대 (1951년)
- 론 레인저 - 49년 시리즈 (1949년)